# Cédula de identidad (Chile)

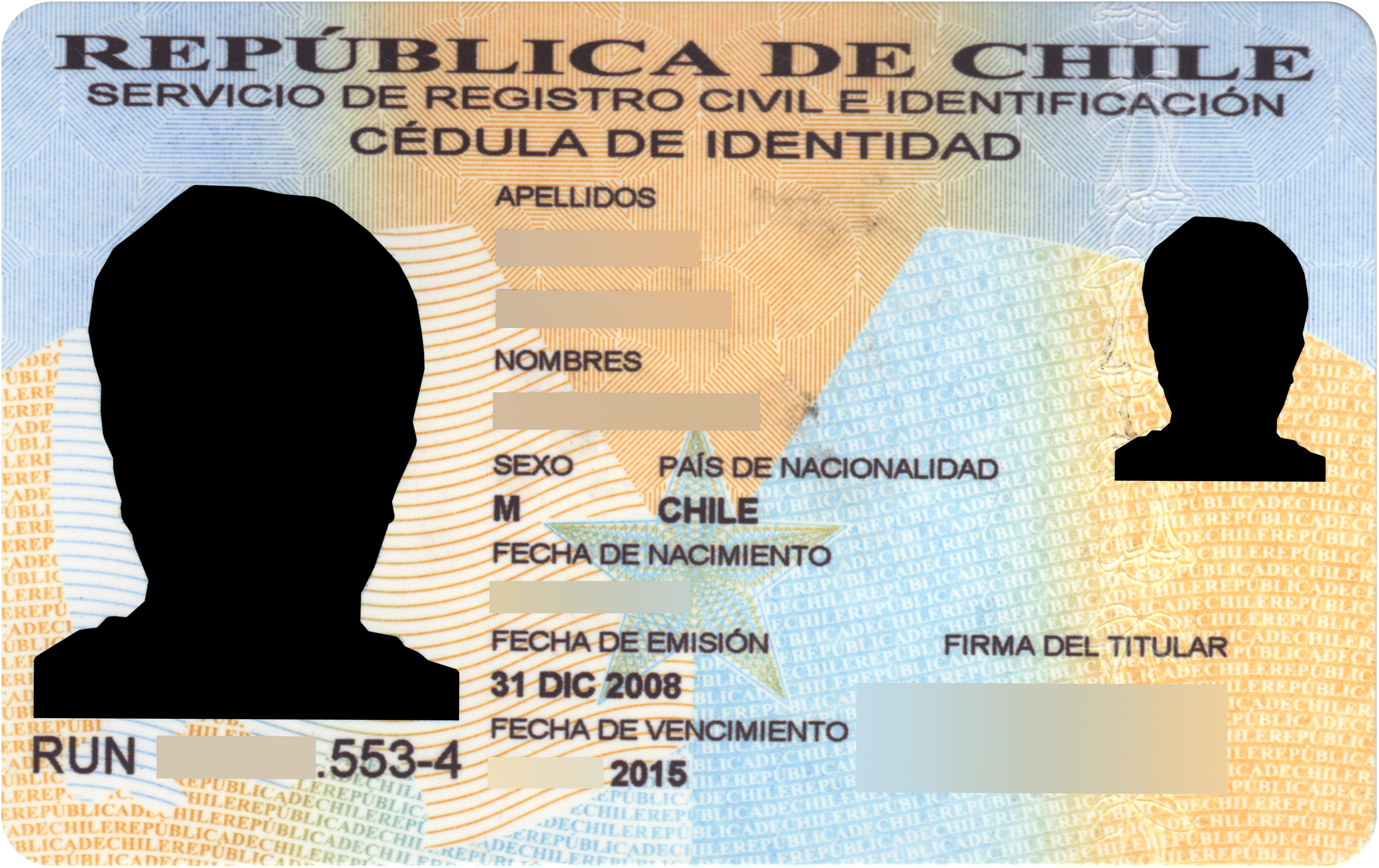
Antiguo diseño de la cédula de identidad de Chile, vigente hasta 2013.

La cédula de identidad, también conocida como carnet de identidad, es un documento identificatorio de Chile que debe estar en posesión de toda persona mayor de 18 años residente en el país (no obstante, este documento puede solicitarse desde el día de nacimiento de un menor sin que exista impedimento para ello, condición que ha sido adoptada por la mayoría de la ciudadanía promovido por instituciones policiales como forma de proteger a los menores ante cualquier eventualidad). La entrega de la cédula de identidad depende del Servicio de Registro Civil e Identificación de Chile.
La cédula de identidad contiene el Rol Único Nacional (RUN) para personas naturales —es el mismo número compartido con el Rol Único Tributario (RUT)—, la matrícula militar de paz y la licencia de conducir. Dicho número se asigna a toda persona que está inscrita en el Registro Civil de Chile. Anteriormente, el número de cédula de identidad era el mismo que el RUN; desde 2013 el número de cédula de identidad no es lo mismo que el RUN, los cuales son distintos; lo mismo sucede con el pasaporte chileno cuyo número ya no es el mismo.
El número de cédula de identidad y el número de pasaporte se llaman ahora «Número de Documento» y son de series únicas y se encuentran impresos en el costado derecho al centro de las cédulas nuevas (desde 2013) y en el anverso en la cédulas antiguas (anterior a 2013). No deben confundirse el número de cédula de identidad y el número de pasaporte con rol único nacional. 
Luego de su rediseño, el sistema de cédula de identidad nacional (CI) y de pasaportes biométricos comenzó a operar el 2 de septiembre de 2013 en todas las oficinas del Registro Civil e Identificación.
El nuevo sistema incorporó a la cédula de identidad y a los pasaportes biométricos un microchip en formato de tarjeta inteligente para almacenar datos e información de carácter biométrico tanto facial como dactilar. Lo anterior siguiendo los estándares de la Organización Internacional de Aviación Civil y de la Unión Europea, lo que permitirá mejorar aspectos de seguridad e interoperatividad a nivel mundial.
Tanto la imagen de fotografía como la firma de los usuarios son capturadas en forma electrónica y almacenadas en el documento. El sistema incorporó la biometría facial, lo cual permite imprimir la fotografía con un láser en el documento. Los requerimientos de la fotografía son los siguientes: el tamaño es 2,6 × 3,2 cm, el rostro de la persona mira enfrente de la cámara y está iluminado convenientemente, el fondo es uniforme y claro, es actual. Dado que es desarrollada mediante policarbonato, las posibilidades de adulteraciones o fraudes a los documentos se anulan completamente. Ambos documentos poseen un chip electrónico con varias medidas de seguridad como estar incluido en capas profundas del policarbonato e incluir solo la información que la Ley establece. La tecnología incluida permite la identificación inmediata de la persona mediante un sensor de huella digital, además de la incorporación de código QR, entre otras. El sistema además permite el bloqueo en línea de los documentos en caso de extravío por parte de los usuarios.
La renovación total de los documentos a nivel del país fue programada en 10 años para las cédulas de identidad y en 10 años para los pasaportes. Anterior a la política de vigencia actual, en 2013 se establecía que la duración de la cédula de identidad variaba en función a la edad. Menores de edad poseían una duración de 5 años, mientras que los mayores de edad 10 años.
Con el fin de guardar la integridad del documento identificatorio y evitar su duplicidad o errores de digitación, se utiliza un algoritmo de verificación que permite obtener el dígito verificador. Este modelo, conocido como cálculo en módulo base 11, se encuentra en el sitio del Servicio de Registro Civil e Identificación de Chile.
El 5 de junio de 2024 fue presentado el diseño de la nueva cédula de identidad que comenzó a emitirse desde el 16 de diciembre, luego que la licitación fuera asignada a la empresa IDEMIA Smart Identity; entre las novedades que tendrá el nuevo documento será la inclusión de un chip visible en su cara posterior.
Junto a la nueva cédula de identidad, también viene incluida una cédula de identidad digital que funciona mediante una aplicación móvil, la cédula digital es exactamente igual a la cédula da identidad física (con el mismo número de documento, firma, foto y fecha de vencimiento), lo que significa que no reemplazara el documento físico. La obtención de la cédula de identidad digital es voluntaria.